# Маркер (робототехнічна платформа)
«Маркер» — російський військовий багатофункціональний робототехнічний комплекс (безпілотний наземний транспортний засіб) на колісному та гусеничному рушіях.

## Історія
Проєкт платформи «Маркер» розроблявся з 2018 року компанією « Андроїдна техніка» спільно з Фондом перспективних досліджень (ФПІ). Роботи були завершені в січні 2022 року. Представлений на форумі « Армія-2022» .
Повідомляється, що з лютого 2023 році комплекс тестуватиметься в зоні бойових дій російського вторгнення в Україну.

## Опис
У «Маркері» застосовано функцію самокрерованого автомобіля, використовується модульна багатоспектральна система комп'терного зору та штучної нейромережі . За три роки було створено дві колісні та три гусеничні автономні платформи, оснащені уніфікованим модулем корисного навантаження та модулем касетного запуску безпілотних літаючих апаратів.

### Варіанти

#### Розвідувальний комплекс
Має особливість — дрон на кабелі. Це дозволяє вирішити кілька проблем: позбутися акумуляторних батарей на дроні, захиститися від радіопридушення (РЕБ) і не втратити дрон. Запуск безпілотного літального апарата на висоту, наприклад, 150 метрів забезпечує видимість до 20 кілометрів .

#### Бойова комплектація
В основі має опорно-поворотний модуль, що дозволяє забезпечувати розворот до 400° за секунду. Може оснащуватися ПТРК, АГС, кулеметами та іншими вогневими засобами. А також нести військове та медичне спорядження та два види безпілотних літальних апаратів (БЛА): касетні та прив'язні .

#### Охоронець
Оснащений різними сенсорами: видимий діапазон, інфрачервоні діапазони, радіолокаційний. За сценарієм, при прямому виявленні порушників «Маркер» дає сигнал черговому охорони, включає звукові попередження та починає супровід непроханого гостя, використовуючи за потребою розташований на платформі БЛА. Версія створена для забезпечення безпеки закритих об'єктів, що вимагають постійного патрулювання протяжної території з малими інтервалами, особливо коли йдеться про суворі кліматичні умови .

#### Робот-кур'єр
У цій конфігурації платформа оснащена системою навантаження та вивантаження контейнера. Може автоматично приїхати в потрібне місце, самостійно забрати спеціальний модуль з вантажем, перевезти в інше місце і вивантажити на землю.